# Rodengo-Saiano
Rodengo-Saiano (lombardul: Rodènch, helyi nyelvjárásban: Rudènch) település Olaszországban, Lombardia régióban, Brescia megyében. Lakosainak száma 9865 fő (2023. január 1.). Rodengo-Saiano Castegnato, Gussago, Ome, Paderno Franciacorta, Passirano és Monticelli Brusati községekkel határos.

## Népesség
A település lakossága az elmúlt években az alábbi módon változott:
| Lakosok száma | 9585 | 9707 | 9865 |
|               | 2017 | 2018 | 2023 |